# 홍콩의 문장

홍콩의 문장

홍콩의 문장(홍콩 특별 행정구의 문장)은 홍콩을 상징하는 문장이다. 1997년 7월 1일 영국이 홍콩을 중국에 반환하면서 처음 사용되었으며 홍콩의 기를 바탕으로 한 원 모양의 디자인이다.
문장 바깥쪽으로 나온 하얀색 고리 위쪽에는 홍콩의 공식 명칭인 "중화인민공화국 홍콩 특별 행정구"("中華人民共和國 香港特別行政區")가 중국어 정체자로 쓰여져 있으며 고리 아래쪽에는 "홍콩"("HONG KONG")이 영어로 쓰여져 있다.

## 아군대로도
아군대로도(阿群帶路圖)는 1876년부터 1959년까지 사용된 영국령 홍콩의 문장이다. 문장 하단에는 육지가 그려져 있으며 육지 위에는 여러 개의 화물 상자, 영국 상인 1명과 상담하는 중국 상인 2명이 그려져 있다. 바다 위에는 청나라를 상징하는 기인 황룡기를 내건 중국 범선, 영국의 상선기인 레드 엔사인(Red Ensign)을 내건 영국 상선이 나란히 그려져 있고 바다 뒤쪽에는 산과 마을이 그려져 있다. 육지와 바다는 홍콩섬 연안과 빅토리아 항을, 뒤쪽 산과 마을은 가우룽반도를 의미한다.
19세기에 영국군이 홍콩에 상륙하던 당시에 홍콩섬의 어촌에 거주하던 진군(陳群, 애칭은 아군(阿群))이라는 여자 어민이 길을 안내했다는 전설에서 유래된 문장이라고 전해진다. 1843년에 영국령 홍콩 정부로부터 홍콩을 상징하는 직인 디자인으로 처음 사용되었으며 1876년에 디자인을 수정하여 영국령 홍콩의 문장으로 사용했다. 영국령 홍콩 시기에는 홍콩 경찰의 문장, 홍콩상하이은행이 발행한 홍콩 달러 지폐 디자인에도 사용되었다.

아군대로도 (1876년 ~ 1955년)
아군대로도 (1955년 ~ 1959년)

## 영국령 홍콩의 문장
영국령 홍콩의 문장은 1959년 1월 21일에 영국령 홍콩 정부에 의해 채택되어 중국 반환일인 1997년 7월 1일까지 사용되었다. 문장 중앙에는 파란색과 하얀색 바다 물결 무늬 위에 떠 있는 초록색 섬이 그려져 있다. 물결 무늬와 섬은 바다와 접하고 있는 홍콩을 의미한다.
방패 안에는 하얀색 요철 무늬가 그려져 있으며 요철 무늬 위에는 빨간색 바탕에 금색 왕관이 그려져 있다. 금색 왕관은 영국 해군과 상선을, 요철 무늬는 홍콩의 요새를 의미한다. 요철 무늬 아래쪽에는 파란색과 하얀색 바다 물결 무늬가 그려져 있으며 물결 무늬 위에는 정크선 2척이 그려져 있다. 정크선은 중국의 전통 선박으로 홍콩의 해상 무역을 의미한다. 방패 아래쪽에 있는 리본에는 "홍콩"("HONG KONG")이 영어 알파벳으로 쓰여져 있다.
방패 왼쪽에는 왕관을 쓴 금색 사자가, 방패 오른쪽에는 금색 용이 그려져 있는데 사자는 영국을, 용은 중국을 상징하며 전체적으로는 영국과 중국이 홍콩에서 만난다는 것을 의미한다. 방패 위쪽에는 왕관을 쓴 금색 사자가 양손에 구슬을 잡고 있는데 그 구슬은 홍콩의 미칭인 "동방의 진주"를 의미한다.

영국령 홍콩의 문장 (1959년 ~ 1997년)
영국령 홍콩의 소형 문장 (1959년 ~ 1997년)

## 같이 보기
- 홍콩의 기
- 마카오의 기
- 마카오의 문장